# Anarta trisema
Anarta trisema är en fjärilsart som beskrevs av Paul Mabille 1885. Anarta trisema ingår i släktet Anarta och familjen nattflyn. Inga underarter finns listade i Catalogue of Life.